# Pristomerus coracinus
Pristomerus coracinus är en stekelart som beskrevs av Dasch 1979. Pristomerus coracinus ingår i släktet Pristomerus och familjen brokparasitsteklar. Inga underarter finns listade i Catalogue of Life.